# Крижановський Гавриїл Михайлович
Гавриїл Михайлович Крижановський (або Крижанівський; (19 лютого 1837, Бучач — 12 травня 1912, Львів) — руський (український) галицький церковний (греко-католицький) та громадсько-політичний діяч, педагог, літератор. Доктор теології (1865 р.). Представник староруської партії (за іншими даними москвофіл).

## Життєпис
Народився 19 лютого 1837 року в м. Бучач (нині Тернопільська область, Україна) у сім'ї Михайла Крижановського.
Навчався у Віденській духовній семінарії (1857—1861 роки), з 1861 року її префект. Захистив докторат із теології у Віденському університеті у 1865 році.
З 1865 року у Львові: вікарій і проповідник у Соборі Святого Юра, префект Львівської духовної семінарії, доцент теології богословського факультету Львівського університету (1865—1874 роки). Член проводів «Руської ради» (1870—1879 роки), Народного Дому, Галицько-Руської матиці.
Автор проповідей, новел, віршів.
Посол до Галицького крайового сейму (1868—1876 роки, від округу Монастириська — Бучач; обраний 12 грудня 1867 року замість війта села Пужники Бучацького повіту Михайла Дзялошинського, мандат не затверджено 25 вересня 1868 року; 29 січня 1869 року переміг на других додаткових виборах; входив до «Руського клубу», секретар «Руського клубу» в 1870—1876 роках), Райхсрату (1873—1879 роки).